# Damian Wojtaszek
Damian Paweł Wojtaszek (ur. 7 września 1988 w Miliczu) – polski siatkarz grający na pozycji libero; reprezentant Polski.
31 marca 2011 roku został powołany do szerokiej kadry narodowej przez trenera Anastasiego. Zadebiutował w reprezentacji 30 sierpnia 2013 roku w towarzyskim meczu z Serbią. Niedługo potem otrzymał powołanie na mistrzostwa Europy. 15 kwietnia 2022 roku poinformował, że kończy karierę reprezentacyjną.
Po zakończonym meczu finałowym w XIX Memoriale Arkadiusza Gołasia został wybranym najlepszym libero turnieju. Jako nagrodę otrzymał zegarek, gdzie potem przeprowadził licytację zegarka, którego sprzedał za 3000 złotych.

## Sukcesy klubowe
Puchar Challenge:
- 2024[5]
- 2012

PlusLiga:
- 2016, 2019
- 2013, 2014, 2021, 2024[6], 2025[7]

Liga Mistrzów:
- 2014

## Sukcesy reprezentacyjne
Letnia Uniwersjada:
- 2013

Liga Europejska:
- 2015

Mistrzostwa Świata:
- 2018

Mistrzostwa Europy:
- 2019, 2021

Puchar Świata:
- 2019

Liga Narodów:
- 2021

## Nagrody indywidualne
- 2014: Najlepszy broniący turnieju finałowego Pucharu Polski[8]
- 2014: Najlepszy libero turnieju finałowego Ligi Mistrzów[9]
- 2015: Najlepszy libero Ligi Europejskiej
- 2017: Najlepszy libero XII Memoriału Zdzisława Ambroziaka

## Odznaczenia
- Złoty Krzyż Zasługi – 2 października 2018[10]